# El vals del obrero
El vals del obrero (pol: Walc robotniczy) – drugi album studyjny hiszpańskiego zespołu skapunkowego Ska-P, uważany za najlepszy w jego dorobku. Przed jego nagraniem w zespole nastąpiły zmiany personalne: dotychczasowego gitarzystę, Toniego, zastąpił Joxemi. Do grupy dołączył również kontrowersyjny drugi wokalista, Pipi.
Otwierający album utwór El Gato López (pol: Kot Lopez), stał się nieoficjalnym hymnem zespołu. Również inne utwory: tytułowy El Vals del Obrero, Cannabis czy Romero el Madero, spotkały się z ciepłym przyjęciem i do dziś należą do najpopularniejszych piosenek w dorobku zespołu.
Ideologicznie zespół szedł dalej ścieżką utartą poprzednim albumem: piosenki otwarcie krytykowały obowiązujący system nawołując do rewolucji społecznej (El Vals del Obrero, Ñapa es), Kościół katolicki (Sexo y Religión), imperialistyczną politykę Stanów Zjednoczonych (La Sesera No Va), policję (Romero el Madero) czy znęcanie się nad zwierzętami (Animales de Laboratorio). Największą popularność zdobył jednak utwór Cannabis – nawołująca do legalizacji marihuany piosenka jest zdecydowanie największym przebojem w dorobku zespołu.

## Lista utworów
1. El Gato López – 2:40
2. Ñapa es – 2:31
3. El Vals del Obrero – 4:37
4. Revistas del Corazón – 2:44
5. Romero el Madero – 3:21
6. Sectas – 4:07
7. No te pares – 4:26
8. Cannabis – 4:27
9. Insecto Urbano – 4:10
10. Animales de Laboratorio – 3:06
11. La Sesera No Va – 4:45
12. Sexo y Religión – 3:30

## Skład
- Pulpul – śpiew, gitara
- Pipi – śpiew
- Julio – gitara basowa
- Kogote – instrumenty klawiszowe i chórki
- Pako – perkusja
- Joxemi – gitara i chórki

- Teksty i muzyka: Ska-P